# تیم یاپ
تیموتی یاپ (متولد ۱۷ ژانویه ۱۹۷۷) مجری تلویزیون و رادیو فیلیپینی، بازیگر، سردبیر روزنامه، مدیر خلاق و ستون نویس اهل مانیل، فیلیپین است. او همچنین مالک چندین باشگاه در فیلیپین است. او در حال حاضر مجری برنامه The Tim Yap Show است که شب‌ها در شبکه GMA پخش می‌شود.
زمانی که دبیرستان را در مدرسه کاتولیک سنت جود می‌گذراند، در فیلم گمشده در یانکرز که بیست و پنجمین سالگرد تأسیس Repertory فیلیپین بود، برنده نقش اصلی شد، اما والدین و مدرسه‌اش به او اجازه رفتن ندادند، بنابراین او مخفیانه در تمرین‌ها شرکت کرد. به نگهبان مدرسه اطلاع داد که اجازه ترک مدرسه را از معلم و مدیر خود دارد. او گفت: «والدینم هیچ سرنخی نداشتند که من به رپرتوری می‌روم. در تمام مدت آنها فکر می‌کردند که من فقط در تمرین یک نمایش مدرسه شرکت می‌کنم تا اینکه در روزنامه‌ها در مورد آن مطالعه کردند.
یاپ در ۱۹ ژانویه ۲۰۱۷ در جشن تولد ۴۰ سالگی خود از دوست پسر قدیمی جاوی مارتینز خواستگاری کرد. این زوج در ۲۵ دسامبر ۲۰۱۷ در نیویورک ازدواج کردند.

## فیلم‌شناسی

### فیلم
| سال  | عنوان                      | نقش                 | یادداشت                                                                                                  |
| ---- | -------------------------- | ------------------- | --- |
| ۲۰۰۳ | آنگل سا لوپا               | رافائل              | تولید شده توسط Regal Entertainment                                                                       |
| ۲۰۰۴ | Mano Po III: عشق من        | کارگردان اپرای چینی | تولید شده توسط Regal Entertainment از طریق MAQ Productions. ورود رسمی به سی امین جشنواره فیلم مترو مانیل |
| ۲۰۰۵ | بیکینی اوپن                | مدیر استعداد        | |
| ۲۰۰۹ | لولا / مادربزرگ            | خودش                | افتتاحیه فیلم در جشنواره فیلم ونیز                                                                       |
| ۲۰۰۹ | Mano Po 6: A Mother's Love | خودش                | تولید شده توسط Regal Entertainment; ورود رسمی به سی و پنجمین جشنواره فیلم مترو مانیل                     |
| ۲۰۱۱ | جزیره وسوسه                | خودش                | تولید شده توسط GMA Films                                                                                 |
| ۲۰۱۱ | آکادمی توئین: کلاس ۲۰۱۲    | خودش                | |
| ۲۰۱۱ | دیروز امروز فردا           | خودش                | |
| ۲۰۱۲ | مشکلات سوسی                | جیمی یاپ            | تولید شده توسط GMA Films; ورود رسمی به سی و هفتمین جشنواره فیلم مترو مانیل                               |
| ۲۰۱۳ | عروس و عاشق                | خودش                | تولید شده توسط Regal Entertainment                                                                       |

### تلویزیون
| سال       | عنوان                                   | نقش                              | یادداشت                                                                           |
| --------- | --------------------------------------- | -------------------------------- | --------------------------------------------------------------------------------- |
| ۱۹۹۹      | وزوز                                    | میزبان                           | ABS-CBN                                                                           |
| ۲۰۰۴      | MTV Supahstar: The Supahsearch          | قاضی                             | ام تی وی فیلیپین                                                                  |
| ۲۰۰۴      | Wazzup Wazzup                           | میزبان                           | استودیو ۲۳                                                                        |
| ۲۰۰۵      | تلویزیون باشگاه                         | میزبان                           | ABC                                                                               |
| ۲۰۰۵      | Glam: The Smart Gold 2005 فرش قرمز ویژه | میزبان                           | RPN                                                                               |
| ۲۰۰۷      | دوئت‌های سلبریتی: نسخه فیلیپینی          | شرکت کننده                       | شبکه GMA ; سومی که در فصل ۱ حذف می‌شود                                             |
| ۲۰۰۷–۲۰۰۹ | زندگی کردن آن                           | میزبان                           | س                                                                                 |
| ۲۰۰۹      | پروژه باند فیلیپین                      | قاضی مهمان                       | و غیره                                                                            |
| ۲۰۰۹      | رویدادهای گنجانده شده‌است                | میزبان                           | س                                                                                 |
| ۲۰۰۹–۲۰۱۱ | خودی‌های توییت بیز                       | Tweetmoso-in-Chief / میزبان اصلی | Q / GMA News TV                                                                   |
| ۲۰۱۰      | V Trends                                | میزبان                           | کانال V ; او تنها استعداد فیلیپینی شد که مجری برنامه خود برای MTV و Channel V بود |
| ۲۰۱۱      | پپیتو مانالوتو                          | خودش                             | شبکه GMA                                                                          |
| ۲۰۱۰–۲۰۱۳ | پارتی پیلیپینا                          | میزبان                           | شبکه GMA                                                                          |
| ۲۰۱۲      | میراث                                   | جاستین                           | بازیگران اصلی؛ ۹۸ قسمت                                                            |
| ۲۰۱۲      | استارتاک                                | میزبان                           | شبکه GMA میزبان بخش برای Plug In برای رسانه‌های اجتماعی افراد مشهور                |
| ۲۰۱۲      | جشنواره فیلم مترو مانیل ۲۰۱۲            | ارائه کننده                      | ABS-CBN                                                                           |
| ۲۰۱۳–۲۰۱۵ | نمایش تیم یاپ                           | میزبان                           | شبکه GMA                                                                          |
| ۲۰۲۰      | عاشق زنت باش                            | تیموتی "تیم" برو                 | ABS-CBN                                                                           |
| ۲۰۲۲      | PH راه اندازی                           | آنجلو "آقای آ" آنجلس             | شبکه GMA                                                                          |
| ۲۰۲۳      | Miss Universe فیلیپین ۲۰۲۳              | خبرنگار پشت صحنه                 | ABS-CBN                                                                           |